# Brunon Baduszek
Brunon Ernest Emil Baduszek (ur. 16 sierpnia 1885 w Brnie, zm. ?) – podpułkownik żandarmerii Wojska Polskiego.

## Życiorys
Urodził się 16 sierpnia 1885 w Brnie. Był narodowości polskiej, wyznania ewangelicko-reformowanego. W czerwcu 1911 został przeniesiony z c. i k. 20 pułku piechoty w Krakowie do cesarskiej i królewskiej żandarmerii . Do 1918 pełnił służbę w Krajowej Komendzie Żandarmerii Nr 5 dla Galicji we Lwowie. Na rotmistrza został awansowany ze starszeństwem z 1 lipca 1915.
9 września 1920 został formalnie przyjęty do Wojska Polskiego z zatwierdzeniem posiadanego stopnia rotmistrza żandarmerii, zaliczony do Rezerwy armii, z równoczesnym powołaniem do czynnej służby na czas wojny. 30 lipca 1920 został zatwierdzony z dniem 1 kwietnia 1920 w stopniu majora, w korpusie żandarmerii, w grupie oficerów byłej armii austro-węgierskiej. Pełnił wówczas służbę oficera sztabowego przy Żandarmerii Polowej. 1 czerwca 1921 pełnił służbę w 6 dywizjonie żandarmerii Polowej Etapowej, a jego oddziałem macierzystym był 6 dywizjonu żandarmerii wojskowej.
Od 19 marca 1922 był dowódcą 6 dywizjonu żandarmerii we Lwowie. 3 maja 1922 został zweryfikowany w stopniu podpułkownika ze starszeństwem z dniem 1 czerwca 1919 i 3. lokatą w korpusie oficerów żandarmerii. 17 marca 1927 został przeniesiony do 9 dywizjonu żandarmerii w Brześciu na stanowisko dowódcy dywizjonu. 12 marca 1929 został zwolniony z zajmowanego stanowiska i pozostawiony bez przynależności służbowej z równoczesnym oddaniem do dyspozycji dowódcy Okręgu Korpusu Nr IX. Z dniem 31 sierpnia 1929 został przeniesiony w stan spoczynku. W 1934 pozostawał w ewidencji Powiatowej Komendy Uzupełnień Lwów Miasto. Posiadał przydział do Oficerskiej Kadry Okręgowej Nr VI. Był wówczas „w dyspozycji dowódcy Okręgu Korpusu Nr VI”. W 1935 
mieszkał we Lwowie przy ulicy Kochanowskiego 75.
Był żonaty z Emą Grögler, z którą się rozwiódł. Miał syna Detleva (ur. 26 lutego 1913), który ożenił się z Karoliną Dostalik.

## Ordery i odznaczenia
- Złoty Krzyż Zasługi – 1938[16]
- Krzyż Zasługi Wojskowej 3 klasy z dekoracją wojenną i mieczami
- Srebrny Medal Zasługi Wojskowej na czerwonej wstążce Krzyża Zasługi Wojskowej
- Brązowy Medal Zasługi Wojskowej z mieczami na czerwonej wstążce Krzyża Zasługi Wojskowej
- Krzyż Jubileuszowy Wojskowy
- Krzyż Komandorski Order Korony Rumunii – 5 października 1923[17]
- Order Medżydów (Imperium Osmańskie)